# 옥보단
《옥보단》(玉蒲團之偷情寶鑑, Sex And Zen)은 홍콩에서 제작된 맥당걸 감독의 1991년 판타지, 멜로/로맨스 영화이다. 저우훙 등이 주연으로 출연하였고 소약원 등이 제작에 참여하였다.

## 출연

### 주연
- 저우훙
- 엽자미

### 조연
- 오계화
- 정칙사
- 서금강
- 오가려
- 나열
- 오가려
- 무라카미 레이나

## 기타
- 출품인: 맥당웅

## 박스오피스
홍콩에서 이 영화의 수익은 HK$18,424,224에 이른다.

## 후속편
후속편으로는 옥보단 2 - 옥녀심경(玉潽團之玉女心經), 옥보단 3 - 관인아요(玉蒲團III 官人我要)가 있다.